# Pio Duran
Pio Duran é um município de  terceira classe de renda municipal (d) na província Albay, nas Filipinas. De acordo com o censo de 1 de maio  de  2020 possui uma população de 49 070 pessoas e 10 813 domicílios.